# 范布倫 (阿肯色州)
范布倫（英語：Van Buren）是一個位於美國阿肯色州克勞福德縣的城市。根據2020年美國人口普查，該地人口為23218人，而該地的面積約為41.70平方千米。同時該地也是克勞福德縣的縣治。

## 地理
范布倫的座標為35°26′40″N 94°20′48″W / 35.44444°N 94.34667°W，而該地的平均海拔高度為122米（即401英尺）。